# 許鈺
许鈺，浙江山阴（今浙江绍兴）人，清朝政治人物。监生出身。
许鈺曾于1701年接替董名弼任青浦县知县一职，1702年由朱宣恒接任。